# Billings (Fischbachtal)
Billings ist ein Ortsteil der Gemeinde Fischbachtal im südhessischen Landkreis Darmstadt-Dieburg.

## Geografie
Billings liegt als geschlossenes Dorf in beidseitiger Tallage in einem Längstal im Granitgebiet des nördlichen Odenwalds, ca. 16 km südlich von Dieburg. Der Ort liegt im Zentrum der Gemeinde Fischbachtal am oberen Fischbach. Der Ortsteil Billings besteht aus der 135,9 Hektar großen Gemarkung Billings.
An den Ortsteil Steinau grenzen, vom Norden beginnend, im Uhrzeigersinn an die Orte Lichtenberg, Niedernhausen und Meßbach. Durch den Ort führt die Landesstraße 3102.

## Geschichte

### Ortsgeschichte
In den historischen Dokumenten ist der Ort im Laufe der Jahrhunderte unter wechselnden Ortsnamen belegt (in Klammern das Jahr der Erwähnung): „Böllings“ (1430); „Böllings“ (1436); „Bul(l)inges“ (16. Jahrhundert); „Billinx“ (1558); „Billings“ (1671 und 1722).
Die älteste urkundliche Erwähnung des Dorfes ist schon im 8. Jahrhundert verzeichnet. Damals lautete der Ortsname „marca Billingurae“. Im 15. Jahrhundert wurden bereits mehrere Mühlen betrieben, und zwar eine Ölmühle und zwei Getreidemühlen. Heute besteht zum Andenken an die Mühlentradition ein Wasserrad, welches zur Stromerzeugung genutzt wird. Nach dem Dreißigjährigen Krieg fiel der Ort wüst und wurde erst 1674 wieder besiedelt.
Billings (früher Waldhausen) lag im Gerichtsbezirk der Zent Oberramstadt. Die Zent war in sogenannte Reiswagen eingeteilt, denen jeweils ein Oberschultheiß vorstand, der dem Zentgrafen unterstellt war. Dieser Bezirk hatte einen Frachtwagen (Reiswagen) einschließlich Zugtieren und Fuhrknechten für Feldzüge bereitzustellen. Billings gehörte zum Großbieberauer Reiswagen, Waldhausen besteht aus den Orten Niedernhausen, Billings, Meßbach und Nonrod sowie den Dörfern Rodau, Wersau und Steinau. Die gesamte Zent Oberramstadt war dem Amt Lichtenberg zugeteilt. Diese Einteilung bestand noch bis zum Beginn des 19. Jahrhunderts.
1722 verkaufte Johann Rudolph von Walbrunn seine ihm zustehenden Zinsen und Renten in Billings als Zubehör zum Schloss Ernsthofen an Landgraf Ernst Ludwig von Hessen-Darmstadt.
Noch 1806 wurden die Orte Billings, Meßbach und Nonrod als Dörfer der Gemeinde Waldhausen genannt.
Die Statistisch-topographisch-historische Beschreibung des Großherzogthums Hessen berichtet 1829 über Billings:

„Billings (L. Bez. Reinheim) luth. Filialdorf; liegt 2 St, von Reinheim, am Anfang eines engen, sich nachher erweiternden Thals, hat 21 Häuser und 177 Einw., die bis auf 3 Kath. lutherisch sind, und 3 Mahlmühlen mit denen 2 Oelmühlen verbunden sind. Die Billinger marca, die in Schenkungsbriefen an das Kloster Lorsch so oft vorkommt, ist ohne Zweifel dieses Dorf. Beim Schluß des 30jährigen Kriegs war der Ort ganz unbewohnt.“

Hessische Gebietsreform (1970–1977)
Billings war bis zum freiwilligen Zusammenschluss mit den Gemeinden Steinau, Meßbach, Nonrod, Lichtenberg und Niedernhausen zur Gemeinde Fischbachtal am 31. Dezember 1971 im Zuge der Gebietsreform in Hessen eine selbstständige Gemeinde.
Für jede der früheren Gemeinden wurde ein Ortsbezirk eingerichtet. Die Gemeindeverwaltung erhielt ihren Sitz im Ortsteil Niedernhausen.

### Verwaltungsgeschichte im Überblick
Die folgende Liste zeigt die Staaten und Verwaltungseinheiten, denen Billings angehört(e):
- vor 1479: Heiliges Römisches Reich, Grafschaft Katzenelnbogen, Obergrafschaft Katzenelnbogen (1430 zur Kellerei Lichtenberg; 1455: Zent Groß-Umstadt, später: Ober-Ramstadt)
- ab 1479: Heiliges Römisches Reich, Landgrafschaft Hessen (durch Erbfall), Obergrafschaft Katzenelnbogen
- ab 1567: Heiliges Römisches Reich, Landgrafschaft Hessen-Darmstadt, Obergrafschaft Katzenelnbogen (1783: Amt Lichtenberg, Zent Oberramstadt, Groß-Bieberauer Reiswagen)
- ab 1803: Heiliges Römisches Reich, Landgrafschaft Hessen-Darmstadt, Fürstentum Starkenburg, Amt Lichtenberg
- ab 1806: Großherzogtum Hessen,[Anm. 2] Fürstentum Starkenburg, Amt Lichtenberg[14]
- ab 1815: Großherzogtum Hessen[Anm. 3], Provinz Starkenburg, Amt Lichtenberg
- ab 1821: Großherzogtum Hessen, Provinz Starkenburg, Landratsbezirk Reinheim[Anm. 4]
- ab 1832: Großherzogtum Hessen, Provinz Starkenburg, Landkreis Dieburg
- ab 1848: Großherzogtum Hessen, Regierungsbezirk Dieburg
- ab 1852: Großherzogtum Hessen, Provinz Starkenburg, Kreis Dieburg
- ab 1871: Deutsches Reich, Großherzogtum Hessen, Provinz Starkenburg, Kreis Dieburg
- ab 1918: Deutsches Reich (Weimarer Republik), Volksstaat Hessen, Provinz Starkenburg, Kreis Dieburg
- ab 1938: Deutsches Reich, Volksstaat Hessen, Landkreis Dieburg[15][Anm. 5]
- ab 1945: Deutsches Reich, Amerikanische Besatzungszone,[Anm. 6] Groß-Hessen, Regierungsbezirk Darmstadt, Landkreis Dieburg
- ab 1946: Deutsches Reich, Amerikanische Besatzungszone, Land Hessen, Regierungsbezirk Darmstadt, Landkreis Dieburg
- ab 1949: Bundesrepublik Deutschland, Land Hessen, Regierungsbezirk Darmstadt, Landkreis Dieburg
- ab 1972: Bundesrepublik Deutschland, Land Hessen, Regierungsbezirk Darmstadt, Landkreis Dieburg, Gemeinde Fischbachtal[Anm. 7]
- ab 1977: Bundesrepublik Deutschland, Land Hessen, Regierungsbezirk Darmstadt, Landkreis Darmstadt-Dieburg, Gemeinde Fischbachtal

### Gerichte
Billings  gehörte zum Zentgericht Umstadt uns später zum Zentgericht Oberramstadt. 1630 wurde ein Untergericht Waldhausen genannt. In der Landgrafschaft Hessen-Darmstadt wurde mit Ausführungsverordnung vom 9. Dezember 1803 das Gerichtswesen neu organisiert. Für das Fürstentum Starkenburg wurde das Hofgericht Darmstadt eingerichtet. Es war für normale bürgerliche Streitsachen Gericht der zweiten Instanz, für standesherrliche Familienrechtssachen und Kriminalfälle die erste Instanz. Übergeordnet war das Oberappellationsgericht Darmstadt. Die Zentgerichte hatten damit ihre Funktion verloren. Die Rechtsprechung der ersten Instanz wurde durch die Ämter bzw. Standesherren vorgenommen.
Damit war für Billings das Amt Lichtenberg zuständig.
Mit Bildung der Landgerichte im Großherzogtum Hessen war ab 1821 das Landgericht Lichtenberg das Gericht erster Instanz, zweite Instanz war das Hofgericht Darmstadt. Es folgten:
- ab 1848: Landgericht Reinheim (Verlegung nach Reinheim), zweite Instanz: Hofgericht Darmstadt
- ab 1879: Amtsgericht Reinheim, zweite Instanz: Landgericht Darmstadt
- ab 1968: Amtsgericht Darmstadt mit der Auflösung des Amtsgerichts Reinheim, zweite Instanz: Landgericht Darmstadt

## Bevölkerung

### Einwohnerentwicklung
| • Nach 1648 | unbewohnt                                             |
| • 1791:     | 329 (mit Niedernhausen, Meßbach und Nonrod) Einwohner |
| • 1800:     | 92 Einwohner                                          |
| • 1806:     | 120 Einwohner, 16 Häuser                              |
| • 1829:     | 177 Einwohner, 21 Häuser                              |
| • 1867:     | 196 Einwohner, 29 Häuser                              |

| Billings: Einwohnerzahlen von 1800 bis 2023 | Billings: Einwohnerzahlen von 1800 bis 2023 | Billings: Einwohnerzahlen von 1800 bis 2023 | Billings: Einwohnerzahlen von 1800 bis 2023 | Billings: Einwohnerzahlen von 1800 bis 2023 |
| --- | ------------------------------------------- | ------------------------------------------- | ------------------------------------------- | ------------------------------------------- |
| Jahr |                                             |                                             |                                             | Einwohner                                   |
| 1800 | 1800                                        |                                             | 92                                          | 92                                          |
| 1806 | 1806                                        |                                             | 120                                         | 120                                         |
| 1829 | 1829                                        |                                             | 177                                         | 177                                         |
| 1834 | 1834                                        |                                             | 161                                         | 161                                         |
| 1840 | 1840                                        |                                             | 142                                         | 142                                         |
| 1846 | 1846                                        |                                             | 170                                         | 170                                         |
| 1852 | 1852                                        |                                             | 170                                         | 170                                         |
| 1858 | 1858                                        |                                             | 175                                         | 175                                         |
| 1864 | 1864                                        |                                             | 187                                         | 187                                         |
| 1871 | 1871                                        |                                             | 197                                         | 197                                         |
| 1875 | 1875                                        |                                             | 208                                         | 208                                         |
| 1885 | 1885                                        |                                             | 195                                         | 195                                         |
| 1895 | 1895                                        |                                             | 213                                         | 213                                         |
| 1905 | 1905                                        |                                             | 210                                         | 210                                         |
| 1910 | 1910                                        |                                             | 226                                         | 226                                         |
| 1925 | 1925                                        |                                             | 207                                         | 207                                         |
| 1939 | 1939                                        |                                             | 196                                         | 196                                         |
| 1946 | 1946                                        |                                             | 271                                         | 271                                         |
| 1950 | 1950                                        |                                             | 259                                         | 259                                         |
| 1956 | 1956                                        |                                             | 223                                         | 223                                         |
| 1961 | 1961                                        |                                             | 246                                         | 246                                         |
| 1967 | 1967                                        |                                             | 269                                         | 269                                         |
| 1970 | 1970                                        |                                             | 269                                         | 269                                         |
| 1980 | 1980                                        |                                             | ?                                           | ?                                           |
| 1990 | 1990                                        |                                             | ?                                           | ?                                           |
| 2000 | 2000                                        |                                             | ?                                           | ?                                           |
| 2011 | 2011                                        |                                             | 339                                         | 339                                         |
| 2015 | 2015                                        |                                             | 323                                         | 323                                         |
| 2023 | 2023                                        |                                             | 317                                         | 317                                         |
| Datenquelle: Historisches Gemeindeverzeichnis für Hessen: Die Bevölkerung der Gemeinden 1834 bis 1967. Wiesbaden: Hessisches Statistisches Landesamt, 1968. Weitere Quellen: LAGIS; Zensus 2011; Gemeinde Fischbachtal: 2015; 2023 |                                             |                                             |                                             |                                             |

### Einwohnerstruktur 2011
Nach den Erhebungen des Zensus 2011 lebten am Stichtag, dem 9. Mai 2011, in Billings  339 Einwohner. Darunter waren keine Ausländer.
Nach dem Lebensalter waren 69 Einwohner unter 18 Jahren, 129 zwischen 18 und 49, 66 zwischen 50 und 64 und 75 Einwohner waren älter.
Die Einwohner lebten in 126 Haushalten. Davon waren 21 Singlehaushalte, 36 Paare ohne Kinder und 54 Paare mit Kindern, sowie 12 Alleinerziehende und keine Wohngemeinschaften. In 18 Haushalten lebten ausschließlich Senioren und in 75 Haushaltungen keine.

### Religionszugehörigkeit
| • 1829: | 174 lutheranische (= 89,30 %) und 3 katholische (= 1,70 %) Einwohner |
| • 1961: | 235 evangelische (= 95,53 %), 10 katholische (= 4,07 %) Einwohner    |

## Politik
Für Billings besteht ein Ortsbezirk (Gebiete der ehemaligen Gemeinde Billings) mit Ortsbeirat und Ortsvorsteher nach der Hessischen Gemeindeordnung. Der Ortsbeirat besteht aus fünf Mitgliedern. Bei den Kommunalwahlen in Hessen 2021 betrug die Wahlbeteiligung zum Ortsbeirat 63,81 %. Dabei wurden gewählt: je zwei Mitglieder der CDU und der SPD sowie ein Mitglied der „Freien Wählergemeinschaft Fischbachtal“ (FWG). Der Ortsbeirat wählte Michael Keil (CDU) zum Ortsvorsteher.

## Kultur und Sehenswürdigkeiten

### Bauwerke
- Die 1967 eingeweihte evangelische Schneckenkapelle ist ein Betonbau in schneckenhausähnlicher Form.
- Das heute in Privatbesitz befindliche Schulhaus ist sehenswert.
- Im Ort gibt es ein Bürgerhaus aus den 1970er Jahren, einen Spielplatz und in einem alten Steinbruch einen Bergsee.

### Natur und Schutzgebiete
In den Gemarkungen von Billings und Niedernhausen ist die Talaue von Fischbach und Messbach als Natura2000-Gebiet „Herrensee von Niedernhausen“ (FFH-Gebiet 6218-305) geschützt.

### Regelmäßige Veranstaltungen
- 1. Mai: Grillfest der Freiwilligen Feuerwehr Billings
- 3. Wochenende im August: Feier der Kerb (Kirchweih) mit Kerbeumzug, Kerbered und Live-Musik